# Sicut Judaeis
Sicut Judaeis fu una bolla promulgata da papa Callisto II nel 1120. In essa il pontefice emanò delle disposizioni per proteggere gli Ebrei, che tanto avevano sofferto durante la prima crociata. Il pontefice ordinò, sotto pena di scomunica, che fossero vietate le conversioni forzate degli Ebrei al cristianesimo, che non venissero spogliati dei lori beni e proprietà, che non fosse fatta violenza alcuna nei loro confronti, e che non fossero disturbati durante le loro celebrazioni religiose. La bolla garantiva inoltre, in modo irrevocabile, il "giusto processo" agli Ebrei. D'altra parte agli Ebrei era fatto divieto di costruire nuove sinagoghe e di avere schiavi cristiani (la Chiesa d'altronde si è molto spesso pronunciata contro la schiavitù).
La reale efficacia di queste disposizioni fu molto scarsa in tutta Europa; ne è prova il fatto che il medesimo ordinamento fu ripetuto da molti papi nei secoli successivi, da Alessandro III nel 1159 a Nicola V nel 1447.